# Goniopteris
Goniopteris, rod papratnjača iz porodice Thelypteridaceae, dio reda osladolike. Postoje 135 vrsta i dva hibrida u neotropima

## Vrste
1. Goniopteris abdita (Proctor) Salino & T. E. Almeida
2. Goniopteris abrupta (Desv.) A. R. Sm.
3. Goniopteris affinis Fée
4. Goniopteris alan-smithiana (L. D. Gómez) Salino & T. E. Almeida
5. Goniopteris alata (L.) Ching
6. Goniopteris amazonica (Salino & R. S. Fern.) Salino & T. E. Almeida
7. Goniopteris ancyriothrix (Rosenst.) Salino & T. E. Almeida
8. Goniopteris anopteros (Kunze ex Kuhn) Salino & T. E. Almeida
9. Goniopteris aureola (A. R. Sm.) Salino & T. E. Almeida
10. Goniopteris baorucensis S. E. Fawc.
11. Goniopteris beckeriana (F. B. Matos, A. R. Sm. & Labiak) Salino & T. E. Almeida
12. Goniopteris berlinii (A. R. Sm.) Salino & T. E. Almeida
13. Goniopteris bermudiana (Baker) S. E. Fawc. & A. R. Sm.
14. Goniopteris bibrachiata (Jenman) Salino & T. E. Almeida
15. Goniopteris biformata (Rosenst.) Salino & T. E. Almeida
16. Goniopteris biolleyi (Christ) Pic. Serm.
17. Goniopteris blanda (Fée) Salino & T. E. Almeida
18. Goniopteris bradei Salino
19. Goniopteris brittoniae (Sloss. ex Maxon) Ching
20. Goniopteris burkartii Abbiatti
21. Goniopteris calypso (L. D. Gómez) Salino & T. E. Almeida
22. Goniopteris chocoensis (A. R. Sm. & Lellinger) Salino & T. E. Almeida
23. Goniopteris clypeata (Maxon & C. V. Morton) Salino & T. E. Almeida
24. Goniopteris cordata (Fée) Salino & T. E. Almeida
25. Goniopteris costaricensis Salino & T. E. Almeida
26. Goniopteris crassipila (Caluff & C. Sánchez) Salino & T. E. Almeida
27. Goniopteris croatii (A. R. Sm.) Salino & T. E. Almeida
28. Goniopteris crypta (Underw. & Maxon) Ching
29. Goniopteris cumingiana (Kunze) de Jonch. & U. Sen
30. Goniopteris cuneata (C. Chr.) Brade
31. Goniopteris curta (Christ) A. R. Sm.
32. Goniopteris cutiataensis (Brade) Brade
33. Goniopteris dissimulans (Maxon & C. Chr.) Salino & T. E. Almeida
34. Goniopteris domingensis (Spreng.) Pic. Serm.
35. Goniopteris eggersii (Hieron.) Alston
36. Goniopteris equitans (Christ) Salino & T. E. Almeida
37. Goniopteris erythrothrix (A. R. Sm.) Salino & T. E. Almeida
38. Goniopteris francoana (E. Fourn.) Á. Löve & D. Löve
39. Goniopteris fraseri (Mett. ex Kuhn) Salino & A. R. Sm.
40. Goniopteris fuertesii (Brause) S. E. Fawc., A. R. Sm. & Y. Y. Pina
41. Goniopteris gemmulifera (Hieron.) Vareschi
42. Goniopteris glochidiata (Mett. ex C. Chr.) Brade
43. Goniopteris goedenii (Rosenst.) comb. ined.
44. Goniopteris goeldii (C. Chr.) Brade
45. Goniopteris gonophora (Weath.) Salino & T. E. Almeida
46. Goniopteris hastata Fée
47. Goniopteris hatchii (A. R. Sm.) Á. Löve & D. Löve
48. Goniopteris hildae (Proctor) Salino & T. E. Almeida
49. Goniopteris holodictya (K. U. Kramer) Salino & T. E. Almeida
50. Goniopteris hondurensis (L. D. Gómez) Salino & T. E. Almeida
51. Goniopteris iguapensis (C. Chr.) Brade
52. Goniopteris imbricata (Liebm.) Á. Löve & D. Löve
53. Goniopteris imitata (C. Chr.) Salino & T. E. Almeida
54. Goniopteris indusiata (Salino) Salino & T. E. Almeida
55. Goniopteris jamesonii (Hook.) Salino & T. E. Almeida
56. Goniopteris jarucoensis (Caluff & C. Sánchez) Salino & T. E. Almeida
57. Goniopteris juruensis (C. Chr.) Brade
58. Goniopteris killipii (A. R. Sm. & Lellinger) Salino & T. E. Almeida
59. Goniopteris kuhlmannii (Brade) Brade
60. Goniopteris leonina (Caluff & C. Sánchez) Salino & T. E. Almeida
61. Goniopteris leptocladia Fée
62. Goniopteris levyi (E. Fourn.) Salino & T. E. Almeida
63. Goniopteris liebmannii (Maxon & C. V. Morton) Salino & T. E. Almeida
64. Goniopteris littoralis (Salino) Salino & T. E. Almeida
65. Goniopteris lugubriformis (Rosenst.) Salino & T. E. Almeida
66. Goniopteris lugubris (Mett.) Brade
67. Goniopteris macrotis (Hook.) Pic. Serm.
68. Goniopteris martinezii (A. R. Sm.) Salino & T. E. Almeida
69. Goniopteris minor (C. Chr.) Salino & T. E. Almeida
70. Goniopteris minutissima (Caluff & C. Sánchez) Salino & T. E. Almeida
71. Goniopteris mollis Fée
72. Goniopteris monosora (C. Presl) Brade
73. Goniopteris montana (Salino) Salino & T. E. Almeida
74. Goniopteris multigemmifera (Salino) Salino & T. E. Almeida
75. Goniopteris munchii (A. R. Sm.) Salino & T. E. Almeida
76. Goniopteris nephrodioides (Klotzsch) Vareschi
77. Goniopteris nicaraguensis (E. Fourn.) Salino & T. E. Almeida
78. Goniopteris nigricans (Ekman & C. Chr.) Salino & T. E. Almeida
79. Goniopteris obliterata (Sw.) C. Presl
80. Goniopteris oroniensis (L. D. Gómez) Salino & T. E. Almeida
81. Goniopteris paranaensis (Salino) Salino & T. E. Almeida
82. Goniopteris paucijuga (Klotzsch) A. R. Sm.
83. Goniopteris paucipinnata (Donn. Sm.) Salino & T. E. Almeida
84. Goniopteris pellita (Willd.) A. R. Sm.
85. Goniopteris pennata (Poir.) Pic. Serm.
86. Goniopteris peripae (Sodiro) Salino & T. E. Almeida
87. Goniopteris pilonensis (A. R. Sm. & M. Kessler) Salino & T. E. Almeida
88. Goniopteris pinnatifida (A. R. Sm.) Salino & T. E. Almeida
89. Goniopteris platypes Fée
90. Goniopteris poiteana (Bory) C. Presl
91. Goniopteris praetermissa (Maxon) Salino & T. E. Almeida
92. Goniopteris prominula (Christ) comb. ined.
93. Goniopteris redunca (A. R. Sm.) Salino & T. E. Almeida
94. Goniopteris refracta (Fisch. & Mey.) J. Sm.
95. Goniopteris reptans (J. F. Gmel.) C. Presl
96. Goniopteris resiliens (Maxon) Salino & T. E. Almeida
97. Goniopteris retroflexa (L.) Salino & T. E. Almeida
98. Goniopteris rhachiflexuosa (Riba) Salino & T. E. Almeida
99. Goniopteris riograndensis (Lindm.) Ching
100. Goniopteris sagittata (Sw.) Pic. Serm.
101. Goniopteris salinoi I. O. Moura & L. C. Moura
102. Goniopteris sapechoana (A. R. Sm. & M. Kessler) Salino & T. E. Almeida
103. Goniopteris scabra (C. Presl) Brade
104. Goniopteris schaffneri (Fée) Salino & T. E. Almeida
105. Goniopteris schippii (Weath.) Salino & T. E. Almeida
106. Goniopteris schomburgkii (A. R. Sm.) Salino & T. E. Almeida
107. Goniopteris schunkei (A. R. Sm.) Salino & T. E. Almeida
108. Goniopteris schwackeana (Christ) Brade
109. Goniopteris sclerophylla (Poepp. ex Spreng.) Wherry
110. Goniopteris scolopendrioides (L.) C. Presl
111. Goniopteris seidleri Salino
112. Goniopteris semihastata (Kunze) Salino & T. E. Almeida
113. Goniopteris semirii (Salino & L. C. N. Melo) Salino & T. E. Almeida
114. Goniopteris septemjuga (C. Chr.) Salino & T. E. Almeida
115. Goniopteris serrulata (Sw.) J. Sm.
116. Goniopteris skinneri (Hook.) Salino & T. E. Almeida
117. Goniopteris smithii Salino
118. Goniopteris stephanii (A. R. Sm. & M. Kessler) Salino & T. E. Almeida
119. Goniopteris stolzeana (A. R. Sm.) Salino & T. E. Almeida
120. Goniopteris straminea (Baker) Ching
121. Goniopteris subdimorpha Salino
122. Goniopteris subsagittata (Maxon & C. Chr.) Salino & T. E. Almeida
123. Goniopteris tenebrica (Jenman) Salino & T. E. Almeida
124. Goniopteris tenera Fée
125. Goniopteris tetragona (Sw.) C. Presl
126. Goniopteris toganetra (A. R. Sm.) Á. Löve & D. Löve
127. Goniopteris tristis (Kunze) Brade
128. Goniopteris tryoniorum (A. R. Sm.) Salino & T. E. Almeida
129. Goniopteris tuxtlensis (T. Krömer, Acebey & A. R. Sm.) Salino & T. E. Almeida
130. Goniopteris urbani (Sodiro) Salino & T. E. Almeida
131. Goniopteris venusta (Heward) Pic. Serm.
132. Goniopteris verecunda (Proctor) Salino & T. E. Almeida
133. Goniopteris vivipara (Raddi) Brack.
134. Goniopteris windischii Salino
135. Goniopteris yaucoensis (Proctor) Salino & T. E. Almeida
136. Goniopteris × rolandii (C. Chr.) A. R. Sm.
137. Goniopteris × tabaquitensis Jermy & T. G. Walker

## Sinonimi
- Thelypteris subgen.Goniopteris (C.Presl) Duek
- Polypodium subgen.Goniopteris (C.Presl) C.B.Clarke
- Thelypteris sect.Goniopteris (C.Presl) C.F.Reed